# Wilhelm Vörtel
Friedrich Wilhelm Vörtel, eigentlich Viertel (* 9. April 1793 in Dresden; † 10. August 1844 in Stuttgart), war ein deutscher Glasmaler. Zu Beginn seiner künstlerischen Laufbahn arbeitete er in transluzidem Email, bevor er später zur Tafelglasmalerei überging.

## Leben
Wilhelm Vörtel begann bereits in jungen Jahren sich mit Glasmalerei und dem Mischen und Zubereiten von Farben zu beschäftigen und arbeitete später im Dresdner Atelier von Gottlob Samuel Mohn an dessen Aufträgen mit. Um 1811 begann er ein Studium an der Kunstakademie Dresden. Im Jahr 1813 nahm er als Freiwilliger am Feldzug gegen Napoleon teil. Im Anschluss daran studierte an der Akademie weiter. Danach zog es ihn im Jahr 1818 nach Wien, wo er seinen Freund Samuel Mohn bei der Herstellung der Glasmalereien für die Fenster des Kaiserlichen Schlosses Laxenburg in Franzensburg unterstützte. Gleichzeitig nutzte er die Gelegenheit und ergänzte sein Studium an der Wiener polytechnischen Schule im Fach Chemie. Zwischenzeitlich wieder in Dresden, arbeitete er für den Sächsischen König Friedrich August II. in der Königlichen Villa in Wachwitz. Später wiederum arbeitete er im Schloss Laxenburg und zog dann im Jahr 1829 nach München. Zusammen mit Melchior Boisserée und Johann Baptist Bertram belebten sie die Glasmalerei und erzielten große Erfolge für die Ausbildung einer vervollkommneten Kabinettsglasmalerei. Er war ein vorzüglicher strebsamer Künstler im Dienste der beiden. Es gelang Vörtel, detailgetreue Nachbildungen der wertvollsten Gemälde aus den Sammlungen von Boisseree und Bertram in die Glasmalerei umzusetzen. In seinen letzten Lebensjahren schuf er für das Schloss Landsberg bei Meiningen einige Glasgemälde. Nach seinem Umzug nach Stuttgart im Jahr 1842 erhielt er den Auftrag, die Glasfenster der dortigen Stiftskirche zu gestalten. Am 10. August 1844 verstarb er in Stuttgart und wurde dort beigesetzt.
Der Dresdner Bildhauer Ernst Rietschel porträtierte ihn im September 1826. Die Zeichnung kam in die Porträtsammlung Carl Christian Vogels von Vogelstein im Dresdner Kupferstichkabinett.